# Corinna major
Corinna major är en spindelart som beskrevs av Lucien Berland 1922. Corinna major ingår i släktet Corinna och familjen flinkspindlar.
Artens utbredningsområde är Kenya. Inga underarter finns listade i Catalogue of Life.